# Abderrahmane Derouaz
Abderrahmane Derouaz (Algeri, 12 dicembre 1955) è un ex calciatore algerino, di ruolo difensore.